# 曹贤妃
曹贤妃（10世纪—1026年），宋真宗赵恒的妃嫔，宋仁宗曹皇后的姑姑，后周大将曹彬的女儿。
曹氏初为正四品美人。大中祥符五年（1012年）十二月，宋真宗册立刘德妃为皇后。次年春正月，新置妃嫔封号，曹美人由此晋封为婕妤，三品。天禧二年（1018年）九月，进正二品嫔之一充媛。
乾兴元年（1022年）四月，新皇帝宋仁宗尊封她为修媛。天圣四年六月，曹修媛逝世。明道二年十二月，追赠淑仪，庆历四年九月赠贵仪，皇祐元年十月赠贤妃。 